# Training Season

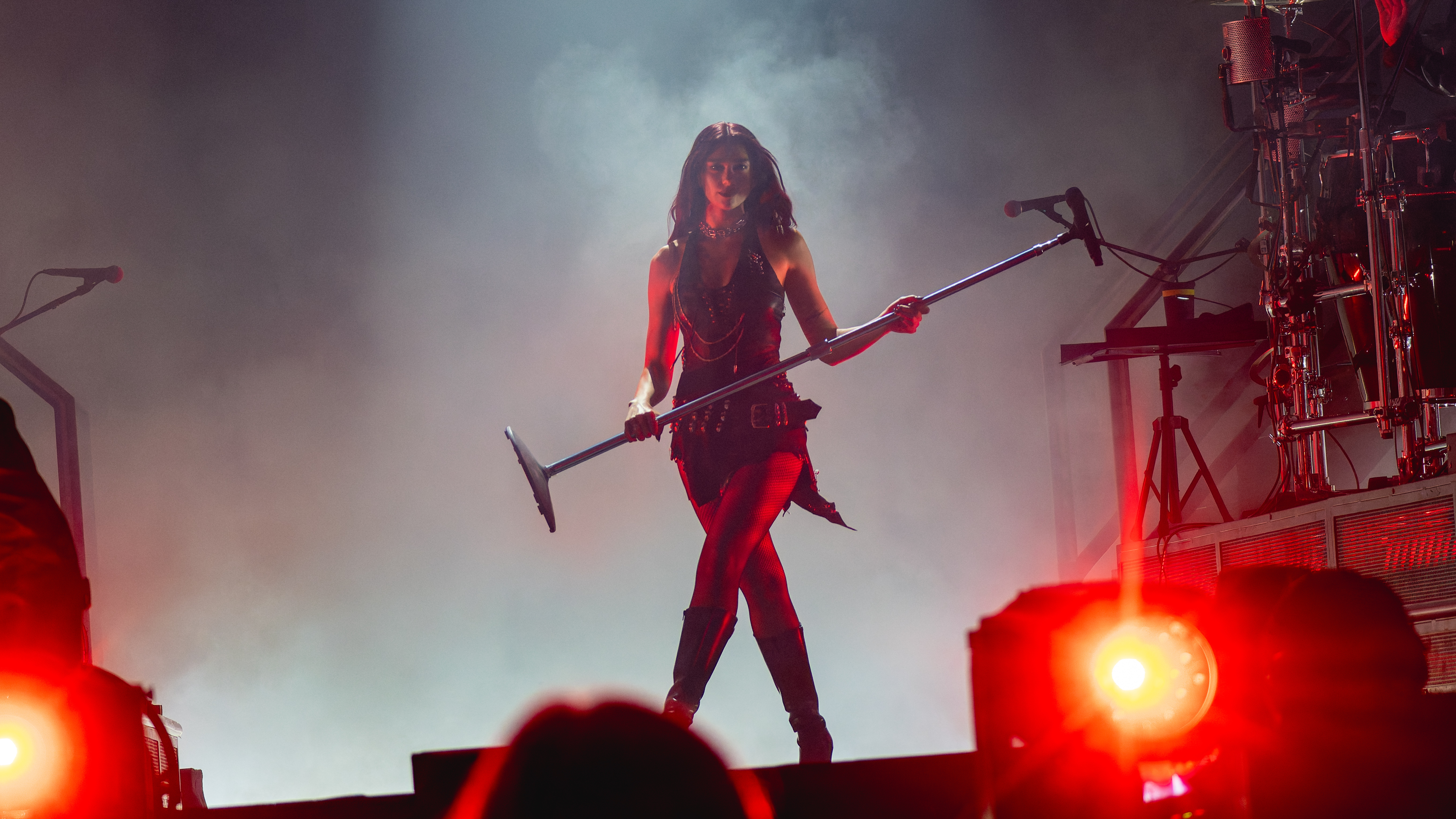
Dua Lipa tijdens Training Season als opener op Glastonbury Festival 2024.

"Training Season" is een nummer van de Engelse zangeres Dua Lipa. Het nummer werd uitgebracht op 15 februari 2024, als de tweede single van haar derde studioalbum, Radical Optimism (2024). Lipa bracht het nummer in première tijdens de 66e jaarlijkse Grammy Awards. "Training Season" bereikte de top 10 in verschillende landen, waaronder nummer vier in het Verenigd Koninkrijk, en nummer zeven in Vlaanderen.

## Achtergrond
De zangeres kondigde eerder de titel van het nummer via een foto die ze op Instagram deelde, waarin ze tijdens een repetitie een trui droeg met het opschrift 'Training Season'. Op 24 januari 2024 deelde Lipa een instrumentaal fragment van het nummer via WhatsApp. Ze kondigde de single de volgende dag aan via haar sociale media. Het lied werd geschreven door Lipa, samen met Caroline Ailin, Danny L Harle, Tobias Jesso Jr., Kevin Parker (van Tame Impala), Martina Sorbara, Nick Gale, Shaun Frank, Steve Francis Richard Mastroianni en Yaakov Gruzman, werd het nummer geproduceerd door Parker en Harle. 
Op 25 januari deelde Lipa een fragment van "Training Season" op de app TikTok . De teksten, die ze bedacht nadat ze op middelmatige dates was geweest, gaan over het aan de kaak stellen van niet-indrukwekkende jongens. 

## Videoclip
Vincent Haycock regisseerde de videoclip voor "Training Season", die tegelijk met het nummer werd uitgebracht. 

## Live optredens
Lipa speelde "Training Season" voor het eerst live tijdens de 66e jaarlijkse Grammy Awards op 4 februari 2024, voordat het officieel werd uitgebracht.  Op 2 maart 2024 opende ze de Brit Awards- uitreiking met de uitvoering van het nummer.

## Hitnoteringen

### Nederlandse Top 40
| Positie: | 37 | 20 | 18 | 17 | 17 | 16 | 13  | 10 | 10 | 13 | 13 | 12 | 14 | 14 | 15 | 8 | 8 |
| Week:    | 18 | 19 | 20 | 21 | 22 | 23 |     |    |    |    |    |    |    |    |    |   |   |
| Positie: | 12 | 13 | 17 | 30 | 34 | 39 | uit |    |    |    |    |    |    |    |    |   |   |

### NederlandseSingle Top 100
| Positie: | 20 | 24 | 27 | 27 | 24 | 20 | 23 | 28 | 24 | 29 | 36 | 25  | 43 | 45 | 51 | 48 | 45 |
| Week:    | 18 | 19 | 20 | 21 | 22 | 23 | 24 | 25 | 26 | 27 | 28 |     |    |    |    |    |    |
| Positie: | 46 | 52 | 43 | 44 | 49 | 51 | 53 | 68 | 79 | 87 | 96 | uit |    |    |    |    |    |

### Ultratop 50 Vlaanderen
| Positie: | 7  | 12 | 19 | 8  | 11 | 8   | 7 | 7 | 17 | 13 | 11 | 13 | 16 | 16 | 19 | 25 | 23 |
| Week:    | 18 | 19 | 20 | 21 | 22 |     |   |   |    |    |    |    |    |    |    |    |    |
| Positie: | 32 | 42 | 40 | 40 | 34 | uit |   |   |    |    |    |    |    |    |    |    |    |